# Герцег Еріка Миколаївна
Е́ріка Микола́ївна Ге́рцег (угор. Erika Herceg, 5 липня 1988, Мала Добронь) — українська співачка та модель угорського походження. Переможниця шоу «Хочу до „ВІА Гри“», колишня солістка гурту «ВІА Гра».

## Життєпис
Народилась у селі Мала Добронь Закарпатської області, де живуть переважно етнічні угорці. У школі, де навчалась Еріка, навчання відбувалося угорською мовою з вивченням української. З 1 до 5 класу навчалась у місті Загонь (Угорщина), що за 12 км від села Мала Добронь. Щодня Еріка перетинала кордон України й Угорщини. Коли правила перетину кордону стали більш суворими, Еріка перейшла до школи у своєму селі. З 9 до 12 класу Еріка навчалась у реформаторському ліцеї в сусідньому селі Велика Добронь. У 2006 році Еріка вступає до ЗУІ імені Ференца Ракоці II на факультет економіки й менеджменту, який закінчила 2009 року. Під час навчання працювала офіціанткою.
У 2008 році Еріка за 8 місяців схуднула на 30 кг і почала працювати в модельному бізнесі — знімалась у рекламі спідньої білизни та ювелірних прикрас. У квітні 2011 року Еріка переїжджає до Києва. У 2012 році вона отримує свій перший контракт і рекламує французьку спідню білизну. Цього ж року її зняли для листопадового номера журналу «Playboy».

## ВІА Гра

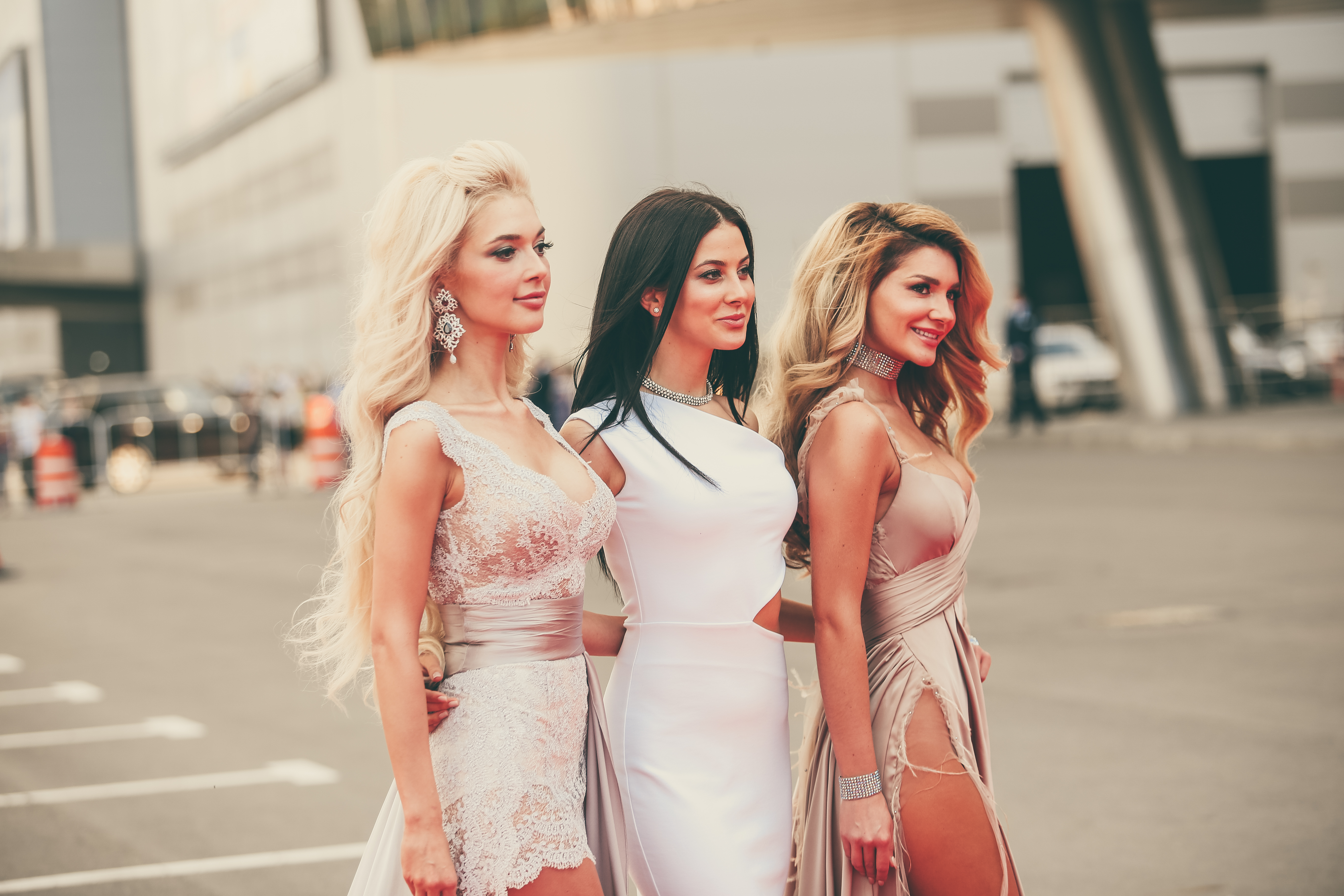
У складі гурту ВІА Гра

На шоу «Хочу до „ВІА Гри”» Еріка познайомилась із Мішею Романовою та Анастасією Кожевніковою. Вони склали колектив під керівництвом Надії Мейхер. Як фіналістки вони виконали нову пісню Костянтина Меладзе — «Перемирие».
14 травня 2020 року на своїй сторінці в соціальній мережі «Instagram» повідомила що в грудні покидає колектив.

## Дискографія

### Сольна кар'єра
| Рік  | Пісня     | Альбом   |
| ---- | --------- | -------- |
| 2020 | Иммитация | Невідомо |

### Пісні в складі гурту«ВІА Гра»
- 2013: «Перемирие»
- 2014: «У меня появился другой»
- 2014: «Кислород»
- 2015: «Это было прекрасно»
- 2015: «Так сильно»
- 2016: «Кто ты мне?»
- 2017: «Моё сердце занято»
- 2018: «Я полюбила монстра»
- 2019: «Люболь»
- 2019: «1+1»

## Відеографія

### Кліпи в складі гурту«ВІА Гра»
| Рік  | Кліп                     | Режисер           |
| ---- | ------------------------ | ----------------- |
| 2013 | «Перемирие»              | Алан Бадоєв       |
| 2014 | «У меня появился другой» | Сергій Солодкий   |
| 2014 | «Кислород»               | Олексій Купріянов |
| 2015 | «Это было прекрасно»     | Сергій Солодкий   |
| 2015 | «Так сильно»             | Сергій Солодкий   |
| 2016 | «Кто ты мне?»            | Сергій Ткаченко   |
| 2017 | «Моё сердце занято»      | Сергій Ткаченко   |
| 2018 | «Я полюбила монстра»     | Гіндрек Маасік    |
| 2019 | «Люболь»                 | Заур Засеєв       |
| 2019 | «1+1»                    | Сергій Солодкий   |